# Àssad (nom)
Àssad són dos noms masculins àrabs (àrab: أسد, Asad i أسعد, Asʿad). El primer, el més comú, literalment significa ‘lleó’, tant referit a l'animal com a la constel·lació; mentre que el segon, molt menys usat, literalment significa ‘més feliç’, ‘més afortunat’. Si bé Àssad és la transcripció normativa en català del dos noms en àrab clàssic, també se'ls pot trobar transcrits Asad, As'ad.
El primer dels dos noms també es pot usar precedit de l'article en algunes kunyes, Abu-l-Àssad (أبو الأسد, Abū l-Asad, ‘Pare del Lleó’). Combinat amb la paraula «Déu», Àssad-Al·lah (أسد الله, Asad Allāh, ‘Lleó de Déu’) forma un nom compost relativament comú. Combinat amb les paraules «religió» o «dinastia»: Àssad-ad-Din (أسد الدين, Asad ad-Dīn, ‘Lleó de la Religió’) i Àssad-ad-Dawla (أسد الدولة, Asad ad-Dawla, ‘Lleó de la Dinastia’) és un laqab o títol emprat per diversos musulmans. El laqab Àssad-ad-Din ha esdevingut tant usual que també s'empra com a nom de pila masculí. Finalment, tot i que molt poc usual, existeix també el nom compost Abd-al-Àssad, literalment ‘Servidor del Lleó’ (عبد الأسد, ʿAbd al-Asad).
El prenom Àssad també ha donat nom a la tribu àrab dels Banu Àssad o, en pronunciació dialectal, Beni Sed.
Aquests noms també els duen musulmans no arabòfons que els han adaptat a les característiques fòniques i gràfiques de la seva llengua.
Vegeu aquí personatges i llocs que duen aquest nom.
Vegeu aquí personatges i llocs que duen el nom Àssad-Al·lah.
Vegeu aquí personatges i llocs que duen el nom o el làqab Àssad-ad-Din.
Vegeu aquí personatges i llocs que duen el làqab Àssad-ad-Dawla.